# Reterre
Reterre är en kommun i departementet Creuse i regionen Nouvelle-Aquitaine i de centrala delarna av Frankrike. Kommunen ligger i kantonen Évaux-les-Bains som tillhör arrondissementet Aubusson. År 2022 hade Reterre 262 invånare.

## Befolkningsutveckling
Antalet invånare i kommunen Reterre
Referens:INSEE